# Strakonice
Strakonice (tyska: Strakonitz) är en stad och kommun i Tjeckien. Den ligger vid floden Otava i regionen Södra Böhmen, i den sydvästra delen av landet, 100 km söder om huvudstaden Prag. Strakonice ligger 403 meter över havet och antalet invånare är 22 902.
Strakonice är huvudort i distriktet med samma namn.
Staden Strakonice består av ortsdelarna Dražejov, Hájská, Modlešovice, Přední Ptákovice, Strakonice I (norr om Otava), Strakonice II (söder om Otava), Střela och Virt (Wirtsdorf).
Närmaste större samhälle är Písek, 18 km öster om Strakonice. 